# Чичжоу
Чичжоу (спрощ.: 池州; піньїнь: Chízhōu) — міський округ у китайській провінції Аньхой.

## Адміністративний поділ
Міський округ поділяється на 1 район і 3 повіти:
| Карта                     | Карта  | Карта    |
| ------------------------- | ------ | -------- |
| Гуйчи Дунчжи Цін'ян Шитай |        |          |
| Статус                    | Назва  | Оригінал |
| Район                     | Гуйчи  | 贵池区   |
| Повіт                     | Дунчжи | 东至县   |
| Повіт                     | Цін'ян | 青阳县   |
| Повіт                     | Шитай  | 石台县   |

## Клімат
Місто знаходиться у зоні, котра характеризується вологим субтропічним кліматом. Найтепліший місяць — липень із середньою температурою 28.7 °C (83.7 °F). Найхолодніший місяць — січень, із середньою температурою 3.9 °С (39 °F).
| Клімат Чичжоу           | Клімат Чичжоу | Клімат Чичжоу | Клімат Чичжоу | Клімат Чичжоу | Клімат Чичжоу | Клімат Чичжоу | Клімат Чичжоу | Клімат Чичжоу | Клімат Чичжоу | Клімат Чичжоу | Клімат Чичжоу | Клімат Чичжоу | Клімат Чичжоу |
| Показник                | Січ.          | Лют.          | Бер.          | Квіт.         | Трав.         | Черв.         | Лип.          | Серп.         | Вер.          | Жовт.         | Лист.         | Груд.         | Рік           |
| Середня температура, °C | 3,9           | 5,3           | 10            | 16,2          | 21,5          | 25,1          | 28,7          | 28,6          | 23,7          | 18,2          | 12            | 6             | 16,6          |
| Норма опадів, мм        | 42.5          | 76.3          | 120.9         | 167.2         | 190.1         | 234.4         | 185.2         | 118.1         | 95.1          | 73.1          | 60.3          | 37.1          | 1400.3        |
| Днів з опадами          | 9,6           | 11,5          | 14,8          | 15,2          | 14,2          | 12,7          | 11,3          | 10,4          | 9,9           | 9,5           | 9,7           | 8,6           | 137,4         |
| Вологість повітря, %    | 73.7          | 75.3          | 76.8          | 78.2          | 77.6          | 79.7          | 79.3          | 77.9          | 78.3          | 75.9          | 74.2          | 72.1          | 76.6          |
| ----------------------- | ------------- | ------------- | ------------- | ------------- | ------------- | ------------- | ------------- | ------------- | ------------- | ------------- | ------------- | ------------- | ------------- |
| Джерело: Weatherbase    |               |               |               |               |               |               |               |               |               |               |               |               |               |